# Det lysner over agres felt
Det lysner over agres felt er en dansk sang med tekst af Ludvig Holstein og den gængse melodi af Harald Balslev.

## Tekst
Digtet blev udgivet i Holsteins digtsamling Løv. Nye Digte fra 1915 hvor titlen var blot "Det lysner —".
Det har 6 strofer hver med 4 verselinjer.
Der anvendes enderim med krydsrim efter rimskemaet aBaB, —
i første strofe: felt, kravle, Bælt, gavle:
Det lysner over agres felt,

hvor sløve plovspand kravle,

det sortner over Store Bælt

med sol på kirkegavle.
Her i første vers nævnes solen og dens skin. Solen bliver også nævnt i nogle af de efterfølgende strofer: "slikke sol", "høstens solskin" og "Og bag mig, sol".
Udsagnsordet "kravle" er bøjet i gammeldags flertalsform. I mere moderne dansk ville ordet skulle have været "kravler" som ikke ville have rimet på kirkegavle.
Første strofes tredje og fjerde linje placerer digtets situation ved Storebælt nær en kirke.
Digtet bestemmer ikke den nærmere geografi, om det er den fynske eller sjællandske side, Langeland eller Lolland, men sædvanligvis knyttes Holsteins lyrik til Sjællands natur.
Holstein blev født på Langebæksgård ved Kallehave på Sydsjælland,
som næppe kan siges at være ved Storebælt.
Adelsslægten Holstein knytter sig til Holsteinborg og Fuirendal.
Holsteinborg ligger mellem Skælskør og Næstved ud til Holsteinborg Nor.
Velkommen i vor grønsværsstol

blandt grøftens brombærranker!

O, det gør godt at slikke sol

igen på disse banker!
I anden strofe er det første gang en plante eller dens spiselige dele nævnes: brombær.
I senere vers nævnes rønnebær, lind, vin, gravensten og nødder.
Ingen dyr nævnes i digtet.
Vel rækker høstens solskin kort,

men rønnens bær står røde.

Alleens linde blegner bort,

men vildvinsranker gløde.
Tredjes strofes "Vel rækker høstens solskin kort" har sin pendant i en linje fra digtet Høstdrøm hvor det hedder "Solskinnet kom, men det rakte saa kort" der også er fra digtsamlingen Løv.
Som i første vers står et udsagnsord igen i denne strofe i flertalsform. Her er det ordet "gløde".
Vel! Ræk mig da, o efterår,

en gravensten som smager

af bækken ved min faders gård

og mulden i hans ager.
En gravensten er et gråstenæble.
Holstein skulle et par år senere udgive digtsamlingen "Mos og Muld" med digtet "Gravstener".
Og bag mig, sol, og blød mig regn!

Jeg plukker mine nødder

og trasker langs et brombærhegn

med plovmuld under fødder.
Femte strofe har den noget usædvanlige frase "og blød mig regn".
I det originale tryk er der intet komma efter "mig".
Og det er al den jord jeg har,

og alt, hvad jeg begærer.

Jeg håber, det går an, jeg ta'r,

hvad mine såler bærer.
Jørgen Carlsen gav sangen som et eksempel på en af de højskolesange som man kan have et "ligefremt" og "hjerteligt" forhold til uden fordring af "et ironisk vrid".

## Musik
Harald Balslevs melodi er dateret til 1922.
I Højskolesangbogens kommentarer karakteriseres den som enkel, let lært og sangbar.
Melodiens to dele (første og anden linje som første del, tredje og fjerde linje som anden del) har samme rytme dog med undtagelse af hvad Højskolesangbogens kommentarer betegner som en "lille krølle" i næstsidste takt (omkring "kirkegavle").
Sangen noteres gerne i 2/4-takt og enten i C-dur eller i D-dur.
Dens toneomfang er en oktav hvor den højeste tone forekommer en trefjerdedel henne i sangen.
Harald Balslev døde i 1952 så melodien har siden 2023 været uden ophavsret.

## Udgivelse og indspilninger
Sangen er optaget i Højskolesangbogen.
Den er den ene af tre sange Harald Balslev har i Folkehøjskolens Melodibogs 9. udgave.
De to andre er "Bladet i bogen sig vender" fra 1926 og "Våren er i luften" fra 1927.
Holstein har foruden "Det lysner over agres felt" flere andre sange i Højskolesangbogen: "Fyldt med blomster blusser", "Det er lærkernes tid", "Det er i dag et vejr – et solskinsvejr" og "Vi sletternes sønner".
Sangen findes i "555 sange" under afsnittet "Efterår"
og i det blå bind af Sangbogen i afsnittet "Året rundt - efterår".
Pia Raug indsang sangen akkompagneret af Steve Dobrogosz på klaver.
Deres version udkom på albummet Længsel fra 1987.
Pernille Bachs version fra 2003 er også med klaverakkompagnement.
Mathildes indspilning findes på albummet Rødt & Hvidt.
Thomas Kjellerup indspillede sangen til albummet Høstfest i 2016.
Den kom dog ikke med på det udgivne album fra 2018,
men oploadet til Soundcloud i 2017
Eugen Tajmer er også blandt sangere der har indspillet sangen.
Phillip Faber sang "Det lysner over agres felt" under eget klaverakkompagnement i tv-programmet Morgensang den 27. april 2020.
At en efterårssang synges og udsendes om foråret er set som et mindre fokus på tekstmæssig relevans og en tendens mod var der er kaldt "den melocentriske vending".
Af kor der har indspillet sangen finder man
DR Juniorkoret.
og Danmarks Radios Pigekor dirigeret af Tage Mortensen i 1994 og udgivet på albummet Efterårets Danske Sange.
Senere indspillede det sidstnævnte kor under navnet "DR Radiopigekoret" sangen uakkompagneret med Michael Bojesen som dirigent.
Bo Holten arrangerede sangen og dirigerede DR VokalEnsemblet til albummet "Årstiderne: 28 danske sange".
Sangen varer sædvanligvis omkring to minutter at synge.
Michael Bojesen og Bo Holten med deres hastige versioner kan nå det under to minutter.
Mathildes version indeholder et par rent instrumentale passager med klarinet og når over tre minutter.
En stærkt omarbejdet alternativ version står Jacob Anderskov for med udgivelse i 2006.
Resultatet blev kaldt "problematisk" og "et umage møde mellem grovkornet gruppejazz og nydelige højskolesange".
Ved DR P2's lytterafstemning i 2015 over danske sange kom "Det lysner over agres felt" ind på en 14.-plads.
I 2018 kom den på en liste over de 100 populæreste sange fra Højskolesangbogen.
Fjerde strofe er citeret fuldt i Bjarne Reuters bog "Shamran - den som kommer".